# DM i landevejscykling 2024 – Linjeløb (U23 herrer)
U23 herrernes linjeløb ved DM i landevejscykling 2024 blev afholdt lørdag den 11. maj omkring Gerlev ved Slagelse. Linjeløbet foregik over 165,6 km. Pelle Køster fra ColoQuick Cycling vandt løbet og blev dansk mester.

## Resultat
| \| Samlede stilling \| Samlede stilling \| Samlede stilling \| Samlede stilling \| Samlede stilling \| \| Rytter \| Rytter \| Hold \| Tid \| \| \| ---------------- \| ---------------------------- \| -------------------------------------- \| ---------------- \| ---------------- \| \| 1. \| Pelle Køster \| ColoQuick \| 3t 43' 43" \| \| \| 2. \| Christian Kornum \| Aalborg-Sparekassen Danmark \| + 1" \| \| \| 3. \| Asger Røjbek Sørensen \| BHS-PL Beton Bornholm \| + 1" \| \| \| 4. \| Tobias Aagaard Hansen \| BHS-PL Beton Bornholm \| + 24" \| \| \| 5. \| Rasmus Søjberg Pedersen \| Decathlon AG2R La Mondiale Development \| + 24" \| \| \| 6. \| Adam Holm Jørgensen \| Hagens Berman Jayco \| + 24" \| \| \| 7. \| Mads Landbo \| Uno-X Mobility Development \| + 24" \| \| \| 8. \| Conrad Haugsted \| ColoQuick \| + 24" \| \| \| 9. \| Malte Hellerup \| Aalborg-Sparekassen Danmark \| + 24" \| \| \| 10. \| Emil Schandorff Iwersen \| BHS-PL Beton Bornholm \| + 25" \| \| \| 11. \| Tore Troelsen \| ColoQuick \| + 25" \| \| \| 12. \| Magnus Machholdt \| CO:PLAY-Giant Store \| + 25" \| \| \| 13. \| Nikolaj Mengel \| ColoQuick \| + 25" \| \| \| 14. \| Mathias Hedevang Christensen \| CeramicSpeed Herning CK Elite \| + 25" \| \| \| 15. \| Stian Rosenlund Richter \| Airtox-Carl Ras \| + 26" \| \| |                              |                                        |            |
| |                              |                                        |            |
| Kilde: ProCyclingStats |                              |                                        |            |
| Samlede stilling |                              |                                        |            |
| Rytter | Rytter                       | Hold                                   | Tid        |
| 1. | Pelle Køster                 | ColoQuick                              | 3t 43' 43" |
| 2. | Christian Kornum             | Aalborg-Sparekassen Danmark            | + 1"       |
| 3. | Asger Røjbek Sørensen        | BHS-PL Beton Bornholm                  | + 1"       |
| 4. | Tobias Aagaard Hansen        | BHS-PL Beton Bornholm                  | + 24"      |
| 5. | Rasmus Søjberg Pedersen      | Decathlon AG2R La Mondiale Development | + 24"      |
| 6. | Adam Holm Jørgensen          | Hagens Berman Jayco                    | + 24"      |
| 7. | Mads Landbo                  | Uno-X Mobility Development             | + 24"      |
| 8. | Conrad Haugsted              | ColoQuick                              | + 24"      |
| 9. | Malte Hellerup               | Aalborg-Sparekassen Danmark            | + 24"      |
| 10. | Emil Schandorff Iwersen      | BHS-PL Beton Bornholm                  | + 25"      |
| 11. | Tore Troelsen                | ColoQuick                              | + 25"      |
| 12. | Magnus Machholdt             | CO:PLAY-Giant Store                    | + 25"      |
| 13. | Nikolaj Mengel               | ColoQuick                              | + 25"      |
| 14. | Mathias Hedevang Christensen | CeramicSpeed Herning CK Elite          | + 25"      |
| 15. | Stian Rosenlund Richter      | Airtox-Carl Ras                        | + 26"      |

## Hold og ryttere
| UCI ProTeam- Uno-X Mobility UCI Kontinentalhold (9)- ColoQuick - Decathlon AG2R La Mondiale Development Team - Airtox-Carl Ras - Lidl-Trek Future Racing - Uno-X Mobility Development Team - Team Novo Nordisk Development - Tudor Pro Cycling Team U23 - BHS-PL Beton Bornholm - Hagens Berman Jayco DCU Elite Teams (7)- Aalborg-Sparekassen Danmark - CeramicSpeed Herning CK Elite - Team Give Steel-2M Cycling Elite - IBT-Tripeak - Adventure Cycling UNITY - CO:PLAY-Giant Store - Give Elementer Amatørcykelhold- Rostese Giant ASD Regional- og klubhold (10)- Cykel Klubben Djurs - Amager Cykle Ring - Ordrup Cycle Club - Cykle Klubben Aarhus - Cykling Odense - Esbjerg Cykle Ring - Sydkysten Cycling - Aalborg Cykle-Ring - CK Kronborg - Vejen Bicycle Club |
| |

### Startliste
| Decathlon AG2R La Mondiale Development DAD | Decathlon AG2R La Mondiale Development DAD | Decathlon AG2R La Mondiale Development DAD |
| ------------------------------------------ | ------------------------------------------ | ------------------------------------------ |
| Nr.                                        | Rytter                                     | Placering                                  |
| 1                                          | Rasmus Søjberg Pedersen (DEN)              | 5.                                         |
| 2                                          | Daniel Weis (DEN)                          | 30.                                        |

| Rostese Giant ASD ___ | Rostese Giant ASD ___ | Rostese Giant ASD ___ |
| --------------------- | --------------------- | --------------------- |
| Nr.                   | Rytter                | Placering             |
| 3                     | Jaspar Lonsdale       | 45.                   |

| Adventure Cycling UNITY ___ | Adventure Cycling UNITY ___ | Adventure Cycling UNITY ___ |
| --------------------------- | --------------------------- | --------------------------- |
| Nr.                         | Rytter                      | Placering                   |
| 4                           | Tobias Lundberg Dichmann    | DNF                         |

| Team Novo Nordisk Development TND | Team Novo Nordisk Development TND | Team Novo Nordisk Development TND |
| --------------------------------- | --------------------------------- | --------------------------------- |
| Nr.                               | Rytter                            | Placering                         |
| 5                                 | Hjalte Thor Knudsen               | 35.                               |

| Hagens Berman Jayco HBJ | Hagens Berman Jayco HBJ   | Hagens Berman Jayco HBJ |
| ----------------------- | ------------------------- | ----------------------- |
| Nr.                     | Rytter                    | Placering               |
| 6                       | Adam Holm Jørgensen (DEN) | 6.                      |

| Lidl-Trek Future Racing LTF | Lidl-Trek Future Racing LTF | Lidl-Trek Future Racing LTF |
| --------------------------- | --------------------------- | --------------------------- |
| Nr.                         | Rytter                      | Placering                   |
| 7                           | Kristian Egholm (DEN)       | 41.                         |

| Uno-X Mobility UXM | Uno-X Mobility UXM         | Uno-X Mobility UXM |
| ------------------ | -------------------------- | ------------------ |
| Nr.                | Rytter                     | Placering          |
| 8                  | Carl-Frederik Bévort (DEN) | DNS                |

| Uno-X Mobility Development UXD | Uno-X Mobility Development UXD | Uno-X Mobility Development UXD |
| ------------------------------ | ------------------------------ | ------------------------------ |
| Nr.                            | Rytter                         | Placering                      |
| 9                              | Henrik Breiner Pedersen (DEN)  | 25.                            |
| 10                             | Mads Landbo (DEN)              | 7.                             |
| 11                             | Alfred Grenaae (DEN)           | 28.                            |

| ColoQuick TCQ | ColoQuick TCQ                | ColoQuick TCQ |
| ------------- | ---------------------------- | ------------- |
| Nr.           | Rytter                       | Placering     |
| 12            | Tobias Svarre (DEN)          | 18.           |
| 13            | Conrad Haugsted (DEN)        | 8.            |
| 14            | Nikolaj Mengel (DEN)         | 13.           |
| 15            | Pelle Køster (DEN)           | 1.            |
| 16            | Anders Vos Sørensen (DEN)    | DNS           |
| 17            | Kevin Biehl (DEN)            | DNS           |
| 18            | Tore Troelsen (DEN)          | 11.           |
| 19            | Magnus Lorents Nielsen (DEN) | 19.           |
| 20            | Peter Øxenberg Hansen (DEN)  | 29.           |

| Airtox-Carl Ras GSH | Airtox-Carl Ras GSH           | Airtox-Carl Ras GSH |
| ------------------- | ----------------------------- | ------------------- |
| Nr.                 | Rytter                        | Placering           |
| 21                  | Oscar Bluhm (DEN)             | 31.                 |
| 22                  | Alexander Arnt Hansen (DEN)   | 27.                 |
| 23                  | Gustav Wang (DEN)             | 43.                 |
| 24                  | Albert Holm (DEN)             | DNS                 |
| 25                  | Frederik Bjørn Sørensen (DEN) | 24.                 |
| 26                  | Stian Rosenlund Richter (DEN) | 15.                 |

| BHS-PL Beton Bornholm BPC | BHS-PL Beton Bornholm BPC       | BHS-PL Beton Bornholm BPC |
| ------------------------- | ------------------------------- | ------------------------- |
| Nr.                       | Rytter                          | Placering                 |
| 27                        | Boas Lysgaard (DEN)             | 44.                       |
| 28                        | Andreas Krogh Jensen            | 17.                       |
| 29                        | Tobias Aagaard Hansen (DEN)     | 4.                        |
| 30                        | Asger Røjbek Sørensen (DEN)     | 3.                        |
| 31                        | Mads-Emil Dupont Hougaard (DEN) | 22.                       |
| 32                        | Emil Schandorff Iwersen (DEN)   | 10.                       |

| CO:PLAY-Giant Store ___ | CO:PLAY-Giant Store ___ | CO:PLAY-Giant Store ___ |
| ----------------------- | ----------------------- | ----------------------- |
| Nr.                     | Rytter                  | Placering               |
| 33                      | Alfred Kongstad         | 51.                     |
| 34                      | Daniel Lemvig Lond      | 20.                     |
| 35                      | Lucas Toftemark         | 21.                     |
| 36                      | Poul Holten Andersen    | 63.                     |
| 37                      | Magnus Machholdt        | 12.                     |
| 38                      | Mikkel Tvergaard        | 67.                     |
| 39                      | Phillip Mathiesen       | 34.                     |

| IBT-Tripeak ___ | IBT-Tripeak ___       | IBT-Tripeak ___ |
| --------------- | --------------------- | --------------- |
| Nr.             | Rytter                | Placering       |
| 40              | August Birk Hundt     | 65.             |
| 41              | Peter Asbjørn Hansen  | DNF             |
| 42              | Kasper Due Kaspersen  | DNF             |
| 43              | Noah Borgen Morell    | 54.             |
| 44              | Jakob Falk Paarup     | 42.             |
| 45              | Alfred Christensen    | DNS             |
| 46              | Victor Vad            | 23.             |
| 47              | Mads Schulz Jørgensen | 40.             |

| CeramicSpeed Herning CK Elite ___ | CeramicSpeed Herning CK Elite ___ | CeramicSpeed Herning CK Elite ___ |
| --------------------------------- | --------------------------------- | --------------------------------- |
| Nr.                               | Rytter                            | Placering                         |
| 48                                | Oskar Rønn                        | DNS                               |
| 49                                | Gustav Ferdinand Lau              | DNF                               |
| 50                                | Nicklas Fonnesbech                | 33.                               |
| 51                                | Gustav Lorenzen (DEN)             | 46.                               |
| 52                                | Mathias Hedevang Christensen      | 14.                               |

| Give Elementer ___ | Give Elementer ___          | Give Elementer ___ |
| ------------------ | --------------------------- | ------------------ |
| Nr.                | Rytter                      | Placering          |
| 53                 | Oliver Mortensen            | 38.                |
| 54                 | Jacob Degn Fryland          | DNF                |
| 55                 | Jacob Christian Vestergaard | DNF                |
| 56                 | Magnus Bächler              | DNF                |
| 57                 | Karl Lindegaard             | 16.                |
| 58                 | Lukas Østergaard            | DNF                |
| 59                 | Daniel Brockhoff (DEN)      | 26.                |
| 60                 | Asger Paaske Frederiksen    | 39.                |

| Aalborg-Sparekassen Danmark ___ | Aalborg-Sparekassen Danmark ___ | Aalborg-Sparekassen Danmark ___ |
| ------------------------------- | ------------------------------- | ------------------------------- |
| Nr.                             | Rytter                          | Placering                       |
| 61                              | Malte Hellerup (DEN)            | 9.                              |
| 62                              | Johannes Rørby Petersen         | 47.                             |
| 63                              | Noah Wulff                      | DNS                             |
| 64                              | Malthe Sand Thomsen             | 32.                             |
| 65                              | Christian Kornum                | 2.                              |

| Team Give Steel-2M Cycling Elite ___ | Team Give Steel-2M Cycling Elite ___ | Team Give Steel-2M Cycling Elite ___ |
| ------------------------------------ | ------------------------------------ | ------------------------------------ |
| Nr.                                  | Rytter                               | Placering                            |
| 66                                   | Mikkel Weber Zeyn                    | DNF                                  |
| 67                                   | Kasper Jul Øhlenschlæger             | 53.                                  |
| 68                                   | Victor Bredtoft Andersen             | 71.                                  |
| 69                                   | Lucas Lorentsen                      | 68.                                  |
| 70                                   | Sebastian Andreasson (DEN)           | 55.                                  |
| 71                                   | Axel Hjorth Køgs Andersen            | 69.                                  |
| 72                                   | Rasmus Bisgaard                      | DNF                                  |
| 73                                   | Felix Fog Holst Larsen               | DNF                                  |
| 74                                   | William Gudmann                      | 37.                                  |
| 75                                   | Sebastian Sigurd Nielsen             | 70.                                  |
| 76                                   | Erik Christoffersen                  | DNF                                  |

| Amager Cykle Ring ___ | Amager Cykle Ring ___   | Amager Cykle Ring ___ |
| --------------------- | ----------------------- | --------------------- |
| Nr.                   | Rytter                  | Placering             |
| 77                    | Laurids Blæsbjerg       | 56.                   |
| 78                    | Rasmus Holm-Tvarnø      | DNF                   |
| 79                    | Magnus Bachke Knudsen   | DNS                   |
| 80                    | Vitus Hovmøller Dinesen | 57.                   |

| Sydkysten Cycling ___ | Sydkysten Cycling ___              | Sydkysten Cycling ___ |
| --------------------- | ---------------------------------- | --------------------- |
| Nr.                   | Rytter                             | Placering             |
| 81                    | Malthe Hass Slivsgaard Christensen | 60.                   |
| 82                    | Elias Johan Asgaard                | DNS                   |
| 83                    | Daniel Lysdal Buur                 | DNF                   |
| 84                    | Oliver Monø                        | 59.                   |
| 85                    | Niklas Strømsted                   | 49.                   |

| Ordrup Cycle Club ___ | Ordrup Cycle Club ___      | Ordrup Cycle Club ___ |
| --------------------- | -------------------------- | --------------------- |
| Nr.                   | Rytter                     | Placering             |
| 86                    | William Lowth              | DNF                   |
| 87                    | Markus Nymann Andersen     | 62.                   |
| 88                    | Oscar Sonnenborg-Mathiesen | 58.                   |
| 89                    | Linus Østdal               | 50.                   |
| 90                    | Konrad Staalby             | 52.                   |
| 91                    | Luca Campagner             | DNF                   |

| Cykle Klubben Aarhus ___ | Cykle Klubben Aarhus ___ | Cykle Klubben Aarhus ___ |
| ------------------------ | ------------------------ | ------------------------ |
| Nr.                      | Rytter                   | Placering                |
| 92                       | Jens Bak Bjerregaard     | 72.                      |
| 93                       | Nicklas Sauer            | DNF                      |
| 94                       | Victor Bagger Rasmussen  | DNF                      |
| 95                       | Peter Normann Diekema    | 66.                      |

| Aalborg Cykle-Ring ___ | Aalborg Cykle-Ring ___ | Aalborg Cykle-Ring ___ |
| ---------------------- | ---------------------- | ---------------------- |
| Nr.                    | Rytter                 | Placering              |
| 96                     | Nicklas Riis Andersen  | 61.                    |
| 97                     | Morten Andreassen      | 48.                    |

| Cykling Odense ___ | Cykling Odense ___     | Cykling Odense ___ |
| ------------------ | ---------------------- | ------------------ |
| Nr.                | Rytter                 | Placering          |
| 98                 | Lucas Kureishi Halfeld | DNF                |

| Vejen Bicycle Club ___ | Vejen Bicycle Club ___          | Vejen Bicycle Club ___ |
| ---------------------- | ------------------------------- | ---------------------- |
| Nr.                    | Rytter                          | Placering              |
| 99                     | Anton Kirchberg Hvoldal Nielsen | DNF                    |

| CK Kronborg ___ | CK Kronborg ___        | CK Kronborg ___ |
| --------------- | ---------------------- | --------------- |
| Nr.             | Rytter                 | Placering       |
| 100             | Frederik Lind Sørensen | DNF             |

| Esbjerg Cykle Ring ___ | Esbjerg Cykle Ring ___ | Esbjerg Cykle Ring ___ |
| ---------------------- | ---------------------- | ---------------------- |
| Nr.                    | Rytter                 | Placering              |
| 101                    | Tim Hansen             | 64.                    |

| Cykel Klubben Djurs ___ | Cykel Klubben Djurs ___ | Cykel Klubben Djurs ___ |
| ----------------------- | ----------------------- | ----------------------- |
| Nr.                     | Rytter                  | Placering               |
| 102                     | Frederik Ring Andersen  | DNF                     |

| Tudor Pro Cycling U23 TUU | Tudor Pro Cycling U23 TUU | Tudor Pro Cycling U23 TUU |
| ------------------------- | ------------------------- | ------------------------- |
| Nr.                       | Rytter                    | Placering                 |
| 103                       | Frederik Lykke (DEN)      | DNF                       |

| IBT-Tripeak ___ | IBT-Tripeak ___         | IBT-Tripeak ___ |
| --------------- | ----------------------- | --------------- |
| Nr.             | Rytter                  | Placering       |
| 104             | Jonathan Aagaard Hansen | 36.             |

| Decathlon AG2R La Mondiale Development DAD | Decathlon AG2R La Mondiale Development DAD | Decathlon AG2R La Mondiale Development DAD |
| ------------------------------------------ | ------------------------------------------ | ------------------------------------------ |
| Nr.                                        | Rytter                                     | Placering                                  |
| 1                                          | Rasmus Søjberg Pedersen (DEN)              | 5.                                         |
| 2                                          | Daniel Weis (DEN)                          | 30.                                        |

| Rostese Giant ASD ___ | Rostese Giant ASD ___ | Rostese Giant ASD ___ |
| --------------------- | --------------------- | --------------------- |
| Nr.                   | Rytter                | Placering             |
| 3                     | Jaspar Lonsdale       | 45.                   |

| Adventure Cycling UNITY ___ | Adventure Cycling UNITY ___ | Adventure Cycling UNITY ___ |
| --------------------------- | --------------------------- | --------------------------- |
| Nr.                         | Rytter                      | Placering                   |
| 4                           | Tobias Lundberg Dichmann    | DNF                         |

| Team Novo Nordisk Development TND | Team Novo Nordisk Development TND | Team Novo Nordisk Development TND |
| --------------------------------- | --------------------------------- | --------------------------------- |
| Nr.                               | Rytter                            | Placering                         |
| 5                                 | Hjalte Thor Knudsen               | 35.                               |

| Hagens Berman Jayco HBJ | Hagens Berman Jayco HBJ   | Hagens Berman Jayco HBJ |
| ----------------------- | ------------------------- | ----------------------- |
| Nr.                     | Rytter                    | Placering               |
| 6                       | Adam Holm Jørgensen (DEN) | 6.                      |

| Lidl-Trek Future Racing LTF | Lidl-Trek Future Racing LTF | Lidl-Trek Future Racing LTF |
| --------------------------- | --------------------------- | --------------------------- |
| Nr.                         | Rytter                      | Placering                   |
| 7                           | Kristian Egholm (DEN)       | 41.                         |

| Uno-X Mobility UXM | Uno-X Mobility UXM         | Uno-X Mobility UXM |
| ------------------ | -------------------------- | ------------------ |
| Nr.                | Rytter                     | Placering          |
| 8                  | Carl-Frederik Bévort (DEN) | DNS                |

| Uno-X Mobility Development UXD | Uno-X Mobility Development UXD | Uno-X Mobility Development UXD |
| ------------------------------ | ------------------------------ | ------------------------------ |
| Nr.                            | Rytter                         | Placering                      |
| 9                              | Henrik Breiner Pedersen (DEN)  | 25.                            |
| 10                             | Mads Landbo (DEN)              | 7.                             |
| 11                             | Alfred Grenaae (DEN)           | 28.                            |

| ColoQuick TCQ | ColoQuick TCQ                | ColoQuick TCQ |
| ------------- | ---------------------------- | ------------- |
| Nr.           | Rytter                       | Placering     |
| 12            | Tobias Svarre (DEN)          | 18.           |
| 13            | Conrad Haugsted (DEN)        | 8.            |
| 14            | Nikolaj Mengel (DEN)         | 13.           |
| 15            | Pelle Køster (DEN)           | 1.            |
| 16            | Anders Vos Sørensen (DEN)    | DNS           |
| 17            | Kevin Biehl (DEN)            | DNS           |
| 18            | Tore Troelsen (DEN)          | 11.           |
| 19            | Magnus Lorents Nielsen (DEN) | 19.           |
| 20            | Peter Øxenberg Hansen (DEN)  | 29.           |

| Airtox-Carl Ras GSH | Airtox-Carl Ras GSH           | Airtox-Carl Ras GSH |
| ------------------- | ----------------------------- | ------------------- |
| Nr.                 | Rytter                        | Placering           |
| 21                  | Oscar Bluhm (DEN)             | 31.                 |
| 22                  | Alexander Arnt Hansen (DEN)   | 27.                 |
| 23                  | Gustav Wang (DEN)             | 43.                 |
| 24                  | Albert Holm (DEN)             | DNS                 |
| 25                  | Frederik Bjørn Sørensen (DEN) | 24.                 |
| 26                  | Stian Rosenlund Richter (DEN) | 15.                 |

| BHS-PL Beton Bornholm BPC | BHS-PL Beton Bornholm BPC       | BHS-PL Beton Bornholm BPC |
| ------------------------- | ------------------------------- | ------------------------- |
| Nr.                       | Rytter                          | Placering                 |
| 27                        | Boas Lysgaard (DEN)             | 44.                       |
| 28                        | Andreas Krogh Jensen            | 17.                       |
| 29                        | Tobias Aagaard Hansen (DEN)     | 4.                        |
| 30                        | Asger Røjbek Sørensen (DEN)     | 3.                        |
| 31                        | Mads-Emil Dupont Hougaard (DEN) | 22.                       |
| 32                        | Emil Schandorff Iwersen (DEN)   | 10.                       |

| CO:PLAY-Giant Store ___ | CO:PLAY-Giant Store ___ | CO:PLAY-Giant Store ___ |
| ----------------------- | ----------------------- | ----------------------- |
| Nr.                     | Rytter                  | Placering               |
| 33                      | Alfred Kongstad         | 51.                     |
| 34                      | Daniel Lemvig Lond      | 20.                     |
| 35                      | Lucas Toftemark         | 21.                     |
| 36                      | Poul Holten Andersen    | 63.                     |
| 37                      | Magnus Machholdt        | 12.                     |
| 38                      | Mikkel Tvergaard        | 67.                     |
| 39                      | Phillip Mathiesen       | 34.                     |

| IBT-Tripeak ___ | IBT-Tripeak ___       | IBT-Tripeak ___ |
| --------------- | --------------------- | --------------- |
| Nr.             | Rytter                | Placering       |
| 40              | August Birk Hundt     | 65.             |
| 41              | Peter Asbjørn Hansen  | DNF             |
| 42              | Kasper Due Kaspersen  | DNF             |
| 43              | Noah Borgen Morell    | 54.             |
| 44              | Jakob Falk Paarup     | 42.             |
| 45              | Alfred Christensen    | DNS             |
| 46              | Victor Vad            | 23.             |
| 47              | Mads Schulz Jørgensen | 40.             |

| CeramicSpeed Herning CK Elite ___ | CeramicSpeed Herning CK Elite ___ | CeramicSpeed Herning CK Elite ___ |
| --------------------------------- | --------------------------------- | --------------------------------- |
| Nr.                               | Rytter                            | Placering                         |
| 48                                | Oskar Rønn                        | DNS                               |
| 49                                | Gustav Ferdinand Lau              | DNF                               |
| 50                                | Nicklas Fonnesbech                | 33.                               |
| 51                                | Gustav Lorenzen (DEN)             | 46.                               |
| 52                                | Mathias Hedevang Christensen      | 14.                               |

| Give Elementer ___ | Give Elementer ___          | Give Elementer ___ |
| ------------------ | --------------------------- | ------------------ |
| Nr.                | Rytter                      | Placering          |
| 53                 | Oliver Mortensen            | 38.                |
| 54                 | Jacob Degn Fryland          | DNF                |
| 55                 | Jacob Christian Vestergaard | DNF                |
| 56                 | Magnus Bächler              | DNF                |
| 57                 | Karl Lindegaard             | 16.                |
| 58                 | Lukas Østergaard            | DNF                |
| 59                 | Daniel Brockhoff (DEN)      | 26.                |
| 60                 | Asger Paaske Frederiksen    | 39.                |

| Aalborg-Sparekassen Danmark ___ | Aalborg-Sparekassen Danmark ___ | Aalborg-Sparekassen Danmark ___ |
| ------------------------------- | ------------------------------- | ------------------------------- |
| Nr.                             | Rytter                          | Placering                       |
| 61                              | Malte Hellerup (DEN)            | 9.                              |
| 62                              | Johannes Rørby Petersen         | 47.                             |
| 63                              | Noah Wulff                      | DNS                             |
| 64                              | Malthe Sand Thomsen             | 32.                             |
| 65                              | Christian Kornum                | 2.                              |

| Team Give Steel-2M Cycling Elite ___ | Team Give Steel-2M Cycling Elite ___ | Team Give Steel-2M Cycling Elite ___ |
| ------------------------------------ | ------------------------------------ | ------------------------------------ |
| Nr.                                  | Rytter                               | Placering                            |
| 66                                   | Mikkel Weber Zeyn                    | DNF                                  |
| 67                                   | Kasper Jul Øhlenschlæger             | 53.                                  |
| 68                                   | Victor Bredtoft Andersen             | 71.                                  |
| 69                                   | Lucas Lorentsen                      | 68.                                  |
| 70                                   | Sebastian Andreasson (DEN)           | 55.                                  |
| 71                                   | Axel Hjorth Køgs Andersen            | 69.                                  |
| 72                                   | Rasmus Bisgaard                      | DNF                                  |
| 73                                   | Felix Fog Holst Larsen               | DNF                                  |
| 74                                   | William Gudmann                      | 37.                                  |
| 75                                   | Sebastian Sigurd Nielsen             | 70.                                  |
| 76                                   | Erik Christoffersen                  | DNF                                  |

| Amager Cykle Ring ___ | Amager Cykle Ring ___   | Amager Cykle Ring ___ |
| --------------------- | ----------------------- | --------------------- |
| Nr.                   | Rytter                  | Placering             |
| 77                    | Laurids Blæsbjerg       | 56.                   |
| 78                    | Rasmus Holm-Tvarnø      | DNF                   |
| 79                    | Magnus Bachke Knudsen   | DNS                   |
| 80                    | Vitus Hovmøller Dinesen | 57.                   |

| Sydkysten Cycling ___ | Sydkysten Cycling ___              | Sydkysten Cycling ___ |
| --------------------- | ---------------------------------- | --------------------- |
| Nr.                   | Rytter                             | Placering             |
| 81                    | Malthe Hass Slivsgaard Christensen | 60.                   |
| 82                    | Elias Johan Asgaard                | DNS                   |
| 83                    | Daniel Lysdal Buur                 | DNF                   |
| 84                    | Oliver Monø                        | 59.                   |
| 85                    | Niklas Strømsted                   | 49.                   |

| Ordrup Cycle Club ___ | Ordrup Cycle Club ___      | Ordrup Cycle Club ___ |
| --------------------- | -------------------------- | --------------------- |
| Nr.                   | Rytter                     | Placering             |
| 86                    | William Lowth              | DNF                   |
| 87                    | Markus Nymann Andersen     | 62.                   |
| 88                    | Oscar Sonnenborg-Mathiesen | 58.                   |
| 89                    | Linus Østdal               | 50.                   |
| 90                    | Konrad Staalby             | 52.                   |
| 91                    | Luca Campagner             | DNF                   |

| Cykle Klubben Aarhus ___ | Cykle Klubben Aarhus ___ | Cykle Klubben Aarhus ___ |
| ------------------------ | ------------------------ | ------------------------ |
| Nr.                      | Rytter                   | Placering                |
| 92                       | Jens Bak Bjerregaard     | 72.                      |
| 93                       | Nicklas Sauer            | DNF                      |
| 94                       | Victor Bagger Rasmussen  | DNF                      |
| 95                       | Peter Normann Diekema    | 66.                      |

| Aalborg Cykle-Ring ___ | Aalborg Cykle-Ring ___ | Aalborg Cykle-Ring ___ |
| ---------------------- | ---------------------- | ---------------------- |
| Nr.                    | Rytter                 | Placering              |
| 96                     | Nicklas Riis Andersen  | 61.                    |
| 97                     | Morten Andreassen      | 48.                    |

| Cykling Odense ___ | Cykling Odense ___     | Cykling Odense ___ |
| ------------------ | ---------------------- | ------------------ |
| Nr.                | Rytter                 | Placering          |
| 98                 | Lucas Kureishi Halfeld | DNF                |

| Vejen Bicycle Club ___ | Vejen Bicycle Club ___          | Vejen Bicycle Club ___ |
| ---------------------- | ------------------------------- | ---------------------- |
| Nr.                    | Rytter                          | Placering              |
| 99                     | Anton Kirchberg Hvoldal Nielsen | DNF                    |

| CK Kronborg ___ | CK Kronborg ___        | CK Kronborg ___ |
| --------------- | ---------------------- | --------------- |
| Nr.             | Rytter                 | Placering       |
| 100             | Frederik Lind Sørensen | DNF             |

| Esbjerg Cykle Ring ___ | Esbjerg Cykle Ring ___ | Esbjerg Cykle Ring ___ |
| ---------------------- | ---------------------- | ---------------------- |
| Nr.                    | Rytter                 | Placering              |
| 101                    | Tim Hansen             | 64.                    |

| Cykel Klubben Djurs ___ | Cykel Klubben Djurs ___ | Cykel Klubben Djurs ___ |
| ----------------------- | ----------------------- | ----------------------- |
| Nr.                     | Rytter                  | Placering               |
| 102                     | Frederik Ring Andersen  | DNF                     |

| Tudor Pro Cycling U23 TUU | Tudor Pro Cycling U23 TUU | Tudor Pro Cycling U23 TUU |
| ------------------------- | ------------------------- | ------------------------- |
| Nr.                       | Rytter                    | Placering                 |
| 103                       | Frederik Lykke (DEN)      | DNF                       |

| IBT-Tripeak ___ | IBT-Tripeak ___         | IBT-Tripeak ___ |
| --------------- | ----------------------- | --------------- |
| Nr.             | Rytter                  | Placering       |
| 104             | Jonathan Aagaard Hansen | 36.             |